# Lady in Gold – Live in Paris
Lady in Gold – Live in Paris ist das zweite Livealbum der schwedischen Bluesrock-Band Blues Pills. Es erschien am 3. November 2017 über Nuclear Blast.

## Entstehung
Für die DVD zeichnete die Band ihren Auftritt am 30. Oktober 2016 im Pariser Saal Le Trianon auf, wo die Band vor 1.200 Zuschauern spielte. Der Ort wurde ausgewählt, weil das Théâtre Le Trianon nach Meinung der Musiker eine der schönsten Konzertlocations in Europa wäre. Mit der DVD will die Band allen, die sie bislang noch nie live gesehen haben, die Chance geben, die Stimmung bei einem Blues-Pills-Auftritt kennen zu lernen. Die Lieder würden sich bei Livekonzerten anders anhören als auf den Alben. Laut den Musikern gibt es „mehr Rock ’n’ Roll, mehr psychedelische Parts, mehr Jams und alles würde etwas härter klingen“. Bei Konzerten würde die Band immer wieder neue Songteile einbauen und rohe und aufs Wesentliche reduzierte Versionen der Lieder spielen. Live wurde die Band von Rickard Nygren an der Hammond-Orgel unterstützt.
Von den 15 Titeln stammen neun von dem damals aktuellen Album Lady in Gold und fünf vom Debütalbum Blues Pills. Das Lied Bliss stammt von der gleichnamigen EP. Regie bei der DVD führte die Französin Julie Rohart, die zuvor Kurzfilme inszenierte und nun erstmals für eine Musik-DVD verantwortlich war. Das Konzert wurde mit vier Kameras aufgenommen. Bassist Zack Anderson wirkte beim Mischen mit. Vorab wurden Videos für die Lieder Little Boy Preacher, Elements and Things und Bliss veröffentlicht. Das Livealbum wurde in verschiedenen Versionen veröffentlicht. Neben der Doppel-CD erscheint das Album als Doppel-CD im Digipak mit DVD oder Blu-ray. Darüber hinaus erscheint das Album als Doppel-LP in verschiedenen Farben. Ebenfalls erscheint das Album in einem so genannten Canvas-Bundle mit DVD oder Blu-ray. Als Extra enthält diese Version einen Keilrahmen mit dem Albumcover im Format 40 × 40 cm.

## Titelliste
CD 1:
1. Lady in Gold – 5:01
2. Little Boy Preacher – 7:09
3. Bad Talkers – 3:49
4. Won’t Go Back – 4:16
5. Black Smoke – 5:06
6. Bliss – 4:26
7. Little Sun – 4:59
8. Elements and Things – 5:41

  CD 2:
1. You Gotta Try – 4:27
2. High Class Woman – 4:52
3. Ain’t No Change – 5:16
4. Devil Man – 5:51
5. I Felt a Change – 5:12
6. Rejection – 4:25
7. Gone So Long – 4:29

## Rezeption
Holger Stratmann vom deutschen Magazin Rock Hard bezeichnete die Blues Pills als „fantastische Liveband, die noch die Improvisationskunst beherrscht“ und Lady in Gold – Live in Paris als „mitreißendes Dokument einer Band, die zweifelsohne auf dem Weg nach oben ist“. Als einzigen Kritikpunkt führte Stratmann an, dass die Band „dem Publikum insbesondere in der ersten Hälfte mehr Zeit zum Luftholen lassen müsste“. Für Frank Thiessies vom deutschen Magazin Metal Hammer dürfen sich diejenigen, denen die feingeschliffene Produktion von Lady in Gold zu sauber war, über vermisste Ecken und Kanten sowie reichlich Momentaufnahmenadrenalinausschüttungen freuen. Thiessies vergab fünf von sieben Punkte. Dominik Rothe vom deutschen Onlinemagazin Metal.de bezeichnete die DVD als gelungenen Querschnitt durch die bisherige Karriere der Blues Pills. Jeder Fan guter (Rock-)Musik könne bedenkenlos zugreifen. Einziger Wermutstropfen wäre das „Fehlen jeglichen Bonusmaterials“, dennoch vergab Rother neun von zehn Punkte.
Lady in Gold – Live in Paris stieg auf Platz 29 der deutschen Albumcharts ein.